# Jason Lezak
Jason Lezak (n. 12 noiembrie 1975, Bellflower⁠(d), California, SUA) este un înotător ce a reprezentat Statele Unite ale Americii, medaliat olimpic. A participat la 4 ediții ale Jocurilor Olimpice (2000, 2004, 2008, 2012) în care a câștigat 7 medalii de aur, 3 medalii de argint și o medalie de bronz.